# No Boys Allowed
No Boys Allowed é o segundo álbum de estúdio da cantora estadunidense Keri Hilson com lançamento em 20 de dezembro de 2010, através da Mosley Music e Zone 4 Records. O álbum conta com uma produção similar com o primeiro álbum da cantora, com Timbaland e Polow da Don na produção executiva. Além disso, o cantor de rhythm and blues contemporâneo e soul John Legend foi co-escritor de uma canção do álbum, que ainda conta com vocais de cantores como Tank, Chris Brown, Rick Ross, Ciara, Kirk Franklin e Lil Kim.
Dos singles lançados, um foi produzido por Timbaland, "Breaking Point", e o outro por Ne-Yo e Chuck Harmony, "Pretty Girl Rock". O primeiro atingiu a décima primeira posição na Hot R&B/Hip-Hop Songs, enquanto o segundo, ocupa a quatragéssima posição da mesma parada e a septuagésima segunda da Hot 100 estadunidense.

## Gravação e produção
Os primeiros indícios de que Keri começava a trabalhar em seu segundo álbum veio no final de 2009, ao lado de cantores, compositores e produtores, como Polow da Don, Timbaland, Kanye West, Kevin McCall, Tank, Chris Brown, Ne-Yo, Danja, Chuck Harmony, Rick Ross, Stat Quo, Boi-1da, Dr. Dre, Bei Maejor, John Legend, Lil Kim e J. Cole. Sendo que a maioria do álbum foi produzido por Timbaland e Polow da Don, que explicou que o álbum de Keri "foi inspirado por ambos, dentro e fora do estúdio". Segundo o próprio produtor, No Boys Allowed, será um dos melhores álbuns de 2010/2011.
O cantor e compositor Kevin McCall disse à Rap-Up, que produziu uma música ao lado de Chris Brown e Tank, para o álbum de Keri. Em Julho, Lil Kim revelou que estava trabalhando com Keri; "Neste momento, eu estou fazendo algumas participações para o álbum de Keri Hilson. Estou tão animada! Este será lançado em breve, então, vocês poderão ouvir a canção muito em breve". A canção a que Kim se referia se chama "Buy You" e foi produzido por Polow da Don. John Legend também revelou estar trabalhando com Keri, ele disse que escreveu uma canção para o próximo álbum da cantora, que ele ama, "eu acho que vai ser uma canção de grande sucesso", revela. Hilson disse que suas canções "vem de um lugar muito pessoal e me coloca em um estado vulnerável", ela disse que quando escrevia as canções, pensava "Eu realmente quero que o mundo saiba disso?", "Isso vai me causar problemas com tal pessoa?" e ainda "Elas vão saber que essa música é sobre elas?", ela disse que esse álbum deu um pouco de "estresse" em sua criação, porque Keri "cavou" um pouco mais fundo do que o primeiro álbum.

## Faixas
| Divulgada pela Rap-Up |                                                         | |                       |         |  |
| N.º                   | Título                                                  | Compositor(es) | Produtor(es)          | Duração |  |
| 1.                    | "Buyou" (Participação de J. Cole)                       | Matthew Samuels, Brandon Green, Matthew Burnett, Keri Hilson e Jermaine Cole                                         | Polow da Don          | 4:04    |  |
| 2.                    | "Pretty Girl Rock"                                      | Keri Hilson, Chuck Harmony e Shaffer Smith                                                                           | Chuck Harmony e Ne-Yo |         |  |
| 3.                    | "The Way You Love Me" (Participação de Rick Ross)       | Jamal Jones, India Boodram, Jazmyn Michel, Kesia Hollins, Paul Dawson, William Roberts, Stanley Benton e Keri Hilson | Polow da Don          |         |  |
| 4.                    | "Bahm Bahm (Do It Once Again) / I Want You"             | | Polow da Don          |         |  |
| 5.                    | "One Night Stand" (Participação de Chris Brown)         | Keri Hilson, Durrell Babbs e Kevin McCall                                                                            | Tank e Kevin McCall   |         |  |
| 6.                    | "Lose Control/Let Me Down" (Participação de Nelly)      | Ester Dean, |                       |         |  |
| 7.                    | "Toy Soldier"                                           | | Polow da Don          |         |  |
| 8.                    | "Breaking Point"                                        | | Timbaland             |         |  |
| 9.                    | "Beautiful Mistake"                                     | Timothy Clayton, Jerome Harmon, Keri Hilson e Timothy Mosley                                                         | Timbaland             |         |  |
| 10.                   | "Gimme What I Want"                                     | |                       |         |  |
| 11.                   | "All the Boys"                                          | John Legend | Jerry Duplessis       |         |  |
| 12.                   | "Pretty Girl Rock" (Remix) (Participação de Kanye West) | | Chuck Harmony e Ne-Yo |         |  |

## Singles
"Breaking Point", produzido por Timbaland, foi o primeiro single do álbum, lançado nos Estados Unidos em 7 de Setembro de 2010. A canção alcançou a quatragésima quarta posição da R&B/Hip-Hop Songs, e contou com um videoclipe dirigido por Bryan Barber, filmado na cidade natal de Keri Hilson, Atlanta. O vídeo foi lançado em 4 de Outubro de 2010 no programa "106 & Park", da BET.

## Histórico de lançamento
| País           | Data                   | Gravadora           |
| -------------- | ---------------------- | ------------------- |
| Estados Unidos | 21 de Dezembro de 2010 | Zone 4/Mosley Music |
| Reino Unido    | 10 de Janeiro de 2011  | Polydor Records     |